# Femmes à l'Assemblée nationale ivoirienne
L'histoire des femmes à l'Assemblée nationale ivoirienne se rapporte à la participation dans la vie politique législative de la Côte d'Ivoire depuis sa troisième législature en 1966.

## Histoire
Sous la première république ivoirienne, il faut attendre la IIIe législature 1966 pour voir l'entrée des femmes au parlement ivoirien. En effet, les premières et deuxièmes législatures ne connaissent pas de représentations féminines.

## Liste des femmes députées sous laIreRépublique

### IIIelégislature
La troisième législature couvre la période 1966 à 1970.
| N. | Nom                 | Profession                             | Parti politique | Circonscription électorale |
| -- | ------------------- | -------------------------------------- | --------------- | -------------------------- |
| 1  | Hortense Aka-Anghui | Pharmacienne                           | PDCI            |                            |
| 2  | Anoma Gladys Rose   | Professeure d'Université               | PDCI            |                            |
| 3  | Gervais Jeanne      | Inspectrice de l’Enseignement primaire | PDCI            |                            |

### IVelégislature
La quatrième législature couvre la période 1971 à 1975.
| N. | Nom                 | Profession                             | Parti politique | Circonscription électorale |
| -- | ------------------- | -------------------------------------- | --------------- | -------------------------- |
| 1  | Hortense Aka-Anghui | Pharmacienne                           | PDCI            |                            |
| 2  | Anoma Gladys Rose   | Professeure d'Université               | PDCI            |                            |
| 3  | Gervais Jeanne      | Inspectrice de l’Enseignement primaire | PDCI            |                            |

### Velégislature
La cinquième législature couvre la période 1976 à 1980.
| N. | Nom                         | Profession                 | Parti politique | Circonscription électorale |
| -- | --------------------------- | -------------------------- | --------------- | -------------------------- |
| 1  | Marthe Solange Achy Brou    | Ingénieure Électronicienne | PDCI            |                            |
| 2  | Hortense Aka-Anghui         | Pharmacienne               | PDCI            |                            |
| 3  | Anoma Gladys Rose           | Professeure d'Université   | PDCI            |                            |
| 4  | Brizoua Bi Christine        |                            |                 |                            |
| 5  | Dablé Grah Claire           |                            |                 |                            |
| 6  | Martine Djibo               | député de Bouaké           | PDCI            |                            |
| 7  | Leroux Simone               | Député de Facobly (MAN)    |                 |                            |
| 8  | Sangara Assana née Ouattara |                            | PDCI            |                            |
| 9  | Tchicaya Madeleine          |                            | PDCI            |                            |
| 10 | Yaé Delphine                |                            | PDCI            |                            |

### VIelégislature
La sixième législature couvre la période 1981 à 1985.
| N. | Nom                         | Profession   | Parti politique | Circonscription électorale |
| -- | --------------------------- | ------------ | --------------- | -------------------------- |
| 1  | Achi Ahou Ya Marcelle       |              |                 |                            |
| 2  | Hortense Aka-Anghui         | Pharmacienne | PDCI            |                            |
| 3  | Danièle Boni-Claverie       | Journaliste  | PDCI            |                            |
| 4  | Coffi Tiézan Léopoldine     |              |                 |                            |
| 5  | Dosso Marie                 |              |                 |                            |
| 6  | Koué Lou tié Yvette         |              |                 |                            |
| 7  | Sangaré Assana née Ouattara |              |                 |                            |
| 8  | Sawadogo Berthe             |              |                 |                            |

### VIIelégislature
La septième législature couvre la période 1986 à 1990.
| N. | Nom                         | Profession                 | Parti politique | Circonscription électorale |
| -- | --------------------------- | -------------------------- | --------------- | -------------------------- |
| 1  | Achi Ahou Ya Marcelle       |                            |                 |                            |
| 2  | Marthe Solange Achy Brou    | Ingénieure Electronicienne | PDCI            | Grand Bassam               |
| 3  | Hortense Aka-Anghui         | Professeure d'Université   | PDCI            |                            |
| 4  | Coffie Tiézan Léopoldine    |                            | PDCI            |                            |
| 5  | Goly Adoua                  |                            |                 |                            |
| 6  | Gro Bi Kapeu Adèle          |                            |                 |                            |
| 7  | Kindo Marie                 |                            |                 |                            |
| 8  | Sangaré Assana née Ouattara |                            | PDCI            |                            |
| 9  | Sawadogo Berthe             |                            | PDCI            | Fresco                     |
| 10 | Téhoua Bomo Henriette       |                            |                 |                            |

### VIIIelégislature
La huitième législature couvre la période 1991 à 1995.
| N. | Nom                         | Profession | Parti politique  | Circonscription électorale |
| -- | --------------------------- | ---------- | ---------------- | -------------------------- |
| 1  | Coffie Tiézan Léopoldine    |            | PDCI             |                            |
| 2  | Martine Djibo               |            | PDCI, puis PURCI | Bouaké                     |
| 3  | Kindo Bouadi Marie          |            |                  |                            |
| 4  | Porquet Salimata            |            |                  |                            |
| 5  | Sangaré Assana née Ouattara |            | PDCI             |                            |
| 6  | Sawadogo Berthe             |            | PDCI             | Fresco                     |
| 7  | Téhoua Bommo Henriette      |            |                  |                            |
| 8  | Ziguéhi W. Marie            |            |                  |                            |

### IXelégislature
La neuvième législature couvre la période 1996 à 1999.
| N. | Nom                             | Profession                                        | Parti politique | Circonscription électorale |
| -- | ------------------------------- | ------------------------------------------------- | --------------- | -------------------------- |
| 1  | Aka Amenan Véronique            |                                                   |                 |                            |
| 2  | Coffie Tiézan Léopoldine        |                                                   | PDCI            |                            |
| 3  | Martine Djibo                   |                                                   | PDCI            |                            |
| 4  | Simone Gbagbo                   | Docteur en littérature orale                      |                 |                            |
| 5  | Konan Ahonon Jeanne             |                                                   |                 |                            |
| 6  | Jacqueline Oble                 | porte-parole de l'ancien président Laurent Gbagbo |                 |                            |
| 7  | Mélèdje née Nome C.             |                                                   |                 |                            |
| 8  | N'Dioré Aya Adèle A.            |                                                   |                 |                            |
| 9  | Ouattara Sita                   |                                                   |                 |                            |
| 10 | Pio née Fian Rachel-M.          |                                                   |                 |                            |
| 11 | Sangaré Assana née Ouattara     |                                                   | PDCI            |                            |
| 12 | Silué Josephine                 |                                                   |                 |                            |
| 13 | Tahet née Bouaman A. Bernadette |                                                   |                 |                            |
| 14 | Wacoubo Gogoua Cathérine        |                                                   |                 |                            |

## Liste des femmes députées sous laIIeRépublique

### Irelégislature
La première législature de la seconde république couvre la période 2000 à 2010.
| N. | Nom                                | Profession                            | Parti politique  | Circonscription électorale |
| -- | ---------------------------------- | ------------------------------------- | ---------------- | -------------------------- |
| 1  | Aké Aké-Bié Marie                  |                                       |                  |                            |
| 2  | Amon Ago Marthe                    | vice-présidente du Parlement ivoirien | FPI              |                            |
| 3  | Bliva Lou Touboué née Kla          |                                       |                  |                            |
| 4  | Bobi Emilienne née Assa            |                                       |                  |                            |
| 5  | Bouabré Yvonne Delompu née Abane   |                                       |                  |                            |
| 6  | Bouaman Adjoba Bernadette          |                                       |                  |                            |
| 7  | Dikébié née Koffi Amenan Joséphine |                                       |                  |                            |
| 8  | Martine Djibo                      |                                       | PDCI, puis PURCI | Bouaké                     |
| 9  | Dosso Sita                         |                                       |                  |                            |
| 10 | Simone Gbagbo                      |                                       |                  |                            |
| 11 | Kanaté Namissata née Fofana        |                                       |                  |                            |
| 12 | Kouakou Akissi Colette             |                                       |                  |                            |
| 13 | Lilikouet Odette née Bako          |                                       |                  |                            |
| 14 | Marie-Odette Lorougnon             | Vice-présidente chargée des femmes    | FPI              |                            |
| 15 | Massangbé Makani S. Fatim          |                                       |                  |                            |
| 16 | Oulaï Zagni Madeline               |                                       |                  |                            |
| 17 | Sangaré née Ouattara Assana        |                                       | PDCI             | Dabakala                   |
| 18 | Téhua Amah Marie                   |                                       |                  |                            |
| 19 | Touré Massany née Bamba            |                                       |                  |                            |

### IIelégislature
La deuxième législature de la seconde république couvre la période 2011 à 2016.
| N. | Nom                           | Profession                                      | Parti politique | Circonscription électorale |
| -- | ----------------------------- | ----------------------------------------------- | --------------- | -------------------------- |
| 1  | Aka Aménan Véronique          | Entrepreneure                                   |                 |                            |
| 2  | Aké Camille Akoun             |                                                 |                 |                            |
| 3  | Bobi Ahou Emillienne née Assa |                                                 |                 |                            |
| 4  | Affoussiata Bamba-Lamine      | Conseillère juridique                           |                 |                            |
| 5  | Bamba Sogona                  | Journaliste                                     |                 |                            |
| 6  | Brégnon Pauline               |                                                 |                 |                            |
| 7  | Bros Amenan Florance          |                                                 |                 |                            |
| 8  | Brou Kuha Marguérite Tanoh    |                                                 |                 |                            |
| 9  | Coura Bakayoko Tiékoura       |                                                 |                 |                            |
| 10 | Diallo Ma                     |                                                 |                 |                            |
| 11 | Fadika Sarra                  | Secrétaire de direction                         | RDR             |                            |
| 12 | Flanizara Touré               |                                                 |                 |                            |
| 13 | Fofana Nossamba Mondeny       |                                                 |                 |                            |
| 14 | Kaba Nialé                    | Ingénieur statisticien économiste               |                 |                            |
| 15 | Kamara Aminata Toungara       |                                                 |                 |                            |
| 16 | Kandia Camara                 | Enseignante                                     |                 |                            |
| 17 | Kayo Slaha Clarisse           | Juriste                                         |                 |                            |
| 18 | Kouakou Akissi Colette        |                                                 |                 |                            |
| 19 | Nassalatou Diaby              |                                                 |                 |                            |
| 20 | Yasmina Ouegnin               | Entrepreneur                                    | PDCI-RDA        |                            |
| 21 | Oulaï Zagni Madeline          | Assistante de Direction, Exploitante forestière |                 |                            |
| 22 | Anne Désirée Ouloto           |                                                 |                 |                            |
| 23 | Amah Marie Tehoua             | Docteur d’État en droit                         |                 |                            |
| 24 | Traoré Adjaratou Fadiga       | Ingénieure commerciale                          |                 |                            |
| 25 | Bintou Mariam Traoré          |                                                 |                 |                            |
| 26 | Célestine Olibé Trazéré       |                                                 | RDR             |                            |
| 27 | Vedéa BlIkan Elisabeth Téhé   |                                                 |                 |                            |
| 28 | Yacé de Mel Laurette Andrée   |                                                 |                 |                            |